# Гнупа Олафсон
гнупа Олафсон (Gnupa Olavsøn) (д/н — до 920) — конунг в Ютландії.

## Життєпис
Основні відомості про цього конунга містяться в праці Адама Бременського «Діяння архієпископів Гамбурзької церкви». Згідно неї Гнупа став правити разом з братом Гирдом після смерті батька. На думку дослідників це сталося десь на початку 910-х років. гнупа згадується в текстах на двох рунічних каменях (DR2 і DR4), споруджених близько Хедебю в Шлезвігу дружиною Гнупи — Асфрід «по королю Сігтрюггу, сину свого, і гнупи».
Також відомо з повідомлення Відукінда Корвейського, що 934 року король Генріх I Птахолов вдерся до Данії, наклав на данів данину і змусив їх короля гнупу хреститися. Ця подія відноситься Відукіндом до 934 року. Згідно «Великої саги про Олафа Трюггвесона», в Данію вдерся Горм Старий і вбив Гнупу, потім інших данських правителів до затоки Шлея на півдні і встановив свою одноосібну владу. Втім все це суперечить хронології Адама Бременського, який поміщав правління сина і наступника Гнупи Сігтрюгга і його поразку в період 915—917 років, тобто в період, коли архієпископом Бремена був Гогер.
З огляду на це частина дослідників припускає, що з огляду на слабкість влади Гнупа міг розділити володіння з сином і ще у 920-х роках продовжувати правити, зокрема в Сілленді (старовинній протодержаві з резиденцією в Рібе). Тож, коли Сігтрюгга було повалено Кнутом Гардекнудом або Гормом, той міг сховатися у батька в Рібе й надалі вони разом протистояли Генріху Птахолову. Відсутність єдиного на той час правління в Ютландії підтверджують численні хроніки. Поразка змусила Сігтригга стали морським конунгом.